# Grotte de Tourtouse
Grotte de Tourtouse este o arie protejată (sit de importanță comunitară — SCI) din Franța întinsă pe o suprafață de 1 ha, integral pe uscat.

## Localizare
Centrul sitului Grotte de Tourtouse este situat la coordonatele 43°05′24″N 1°07′35″E / 43.09001°N 1.12639°E.

## Înființare
Situl Grotte de Tourtouse a fost declarat arie specială de conservare în baza directivei 92/43 din 1992 referitoare la conservarea habitatelor naturale și a faunei și florei sălbatice pentru a proteja 9 specii de animale.

## Biodiversitate
Situată în ecoregiunea atlantică, aria protejată conține 1 habitat natural: Peșteri inaccesibile publicului.
La baza desemnării sitului se află mai multe specii protejate:
- mamifere (7): liliac cârn (Barbastella barbastellus), liliac cu aripi lungi (Miniopterus schreibersii), liliac cu urechi de șoarece (Myotis blythii), liliac comun (Myotis myotis), liliacul mediteranean cu potcoavă (Rhinolophus euryale), liliacul mare cu potcoavă (Rhinolophus ferrumequinum), liliacul mic cu potcoavă (Rhinolophus hipposideros)
- nevertebrate (1): Austropotamobius pallipes
- pești (1): Barbus meridionalis

Pe lângă speciile protejate, pe teritoriul sitului au mai fost identificate 4 specii de mamifere, 2 specii de nevertebrate.